# Dimitri Tatanašvili
Dimitri Tatanašvili (gruzínsky დიმიტრი ტატანაშვილი; * 19. října 1983 Tbilisi, Gruzínská SSR, Sovětský svaz) je gruzínský profesionální fotbalový útočník a reprezentant, hráč klubu FC Sioni Bolnisi.

## Klubová kariéra
Začínal v klubu FC Dinamo Tbilisi, pak prošel v mládežnických letech kluby: FC Olimpik Tbilisi, FC Valencia Tbilisi.
Dospělý fotbal okusil ve svých 19 letech v klubu Spartak-Lazika Zugdidi, kde nastoupil k 15 zápasům a sedmkrát. Jeho kariéra pokračovala v FC Spartak Tbilisi, FC Ameri Tbilisi – právě v Amerii se stal 2. nejlepším střelcem gruzínské ligy. Poté přestoupil do české ligy, konkrétně do FC Viktoria Plzeň.
8. července 2010 nastoupil v dresu Plzně k historicky prvnímu zápasu Českého Superpoháru, který sehrávají mistr ligy a vítěz národního poháru uplynulého ročníku.

## Reprezentační kariéra
V A-mužstvu Gruzie debutoval 8. 9. 2007 v kvalifikačním utkání v Tbilisi proti reprezentaci Ukrajiny (remíza 1:1). Svůj první gól v národním týmu vstřelil 12. 9. 2007 v přátelském zápase s Ázerbájdžánem (remíza 1:1). Byly to jeho jediné dva starty v reprezentaci Gruzie.

## Klubové statistiky
Aktuální k 17. srpnu 2008
| Sezona | Klub                   | Země   | Soutěž            | Zápasy | Góly |
| ------ | ---------------------- | ------ | ----------------- | ------ | ---- |
| 02/03  | Spartak-Lazika Zugdidi | Gruzie | 1. gruzínská liga | 15     | 7    |
| 03/04  | FC Spartak Tbilisi     | Gruzie | 1. gruzínská liga | 31     | 5    |
| 04/05  | FC Spartak Tbilisi     | Gruzie | 1. gruzínská liga | 0      | 0    |
| 05/06  | FC Ameri Tbilisi       | Gruzie | 1. gruzínská liga | 13     | 1    |
| 06/07  | FC Ameri Tbilisi       | Gruzie | 1. gruzínská liga | 22     | 11   |
| 07/08  | FC Ameri Tbilisi       | Gruzie | 1. gruzínská liga | 0      | 0    |
| 08/09  | FC Viktoria Plzeň      | Česko  | 1. liga           | 3      | 1    |
| 09/10  | Sk Kladno              | Česko  | 1. liga           | 22     | 4    |